# Saint-Martin-la-Méanne

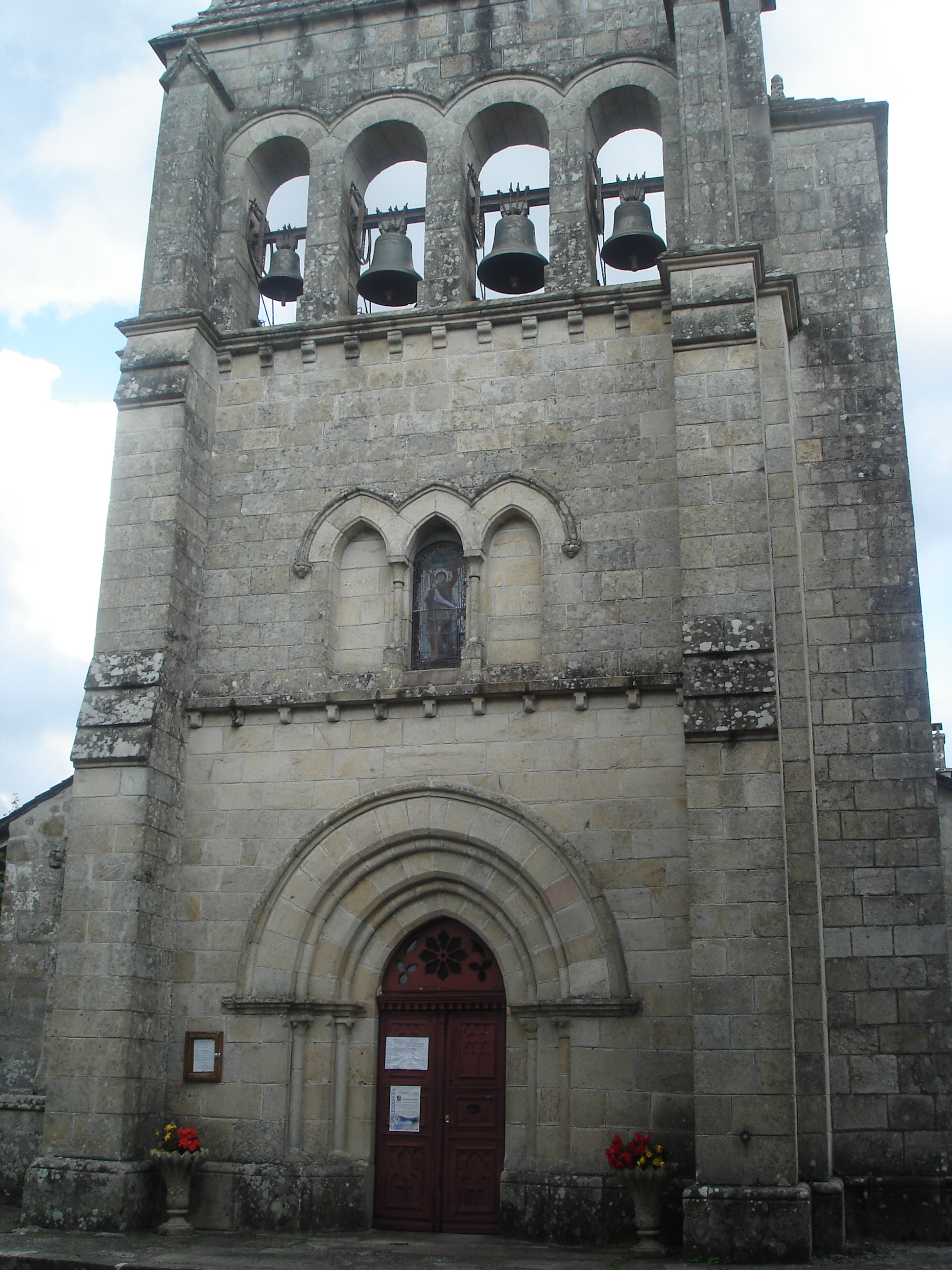
Kościół w Saint-Martin-la-Méanne, 2009

Saint-Martin-la-Méanne – miejscowość i gmina we Francji, w regionie Nowa Akwitania, w departamencie Corrèze.
Według danych na rok 1990 gminę zamieszkiwały 362 osoby, a gęstość zaludnienia wynosiła 13 osób/km² (wśród 747 gmin Limousin Saint-Martin-la-Méanne plasuje się na 316. miejscu pod względem liczby ludności, natomiast pod względem powierzchni na miejscu 194.).